# Longsys

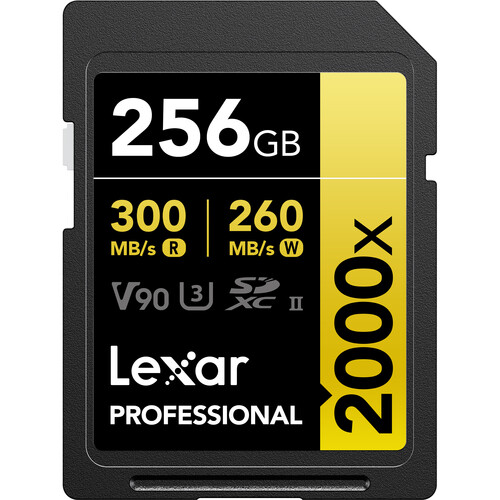
Karta SD Lexar Professional 128GB

Shenzhen Longsys Electronics Co., Ltd. (chiń. 深圳市江波龙电子股份有限公司) – chińskie przedsiębiorstwo działające na rynku pamięci komputerowych. Zajmuje się produkcją pamięci wbudowanych, dysków SSD, pamięci mobilnych i modułów pamięci. Zostało założone w 1999 roku, a swoją siedzibę ma w Shenzhen.
Pod marką Foresee firma oferuje produkty do zastosowań przemysłowych. Ponadto w 2017 r. nabyła prawa do marki Lexar. Na początku 2019 r. wprowadziła na rynek pierwszą kartę SD o pojemności 1 TB.